# Cudworth (Somerset)
Pour les articles homonymes, voir Cudworth.
Cudworth est une paroisse civile et un village du Somerset, en Angleterre.